# Адам і Єва (гравюра Дюрера)
«Адам і Єва» — гравюра на міді німецького художника Альбрехта Дюрера.

## Історія створення
У 1504 році Альбрехт Дюрер створює першу роботу на цю тему — гравюру на міді «Адам і Єва». У ній художник вперше спробував втілити класичний ідеал краси, намагаючись знайти ідеальні пропорції чоловіка і жінки.
У 1507 році художник пише диптих «Адам і Єва», призначений спочатку для вівтаря (вівтар так і не був дописаний).

## Сюжет
Сюжет гравюри — класичне уявлення біблійної історії про Адама і Єву в саду Едем.
Вважається, що прототипом для фігури Адама і Єви слугували малюнки античних статуй Аполлона Бельведерського і Венери Медічі.
Художник залишив на гравюрі повний підпис, на відміну від інших своїх гравюр, позначених лише монограмою.